# Anopeltis
Anopeltis is een monotypisch geslacht van schimmels dat behoort tot de familie Capnodiaceae. Het bevat alleen Anopeltis venezuelensis. Deze soort komt voor in Venezuela.